# Col de la Bernatoire
Le col de la Bernatoire  (en espagnol puerto de Bernatuara) est un col de montagne pédestre frontalier des Pyrénées à 2 336 mètres d'altitude entre le département français des Hautes-Pyrénées, en Occitanie, et la province de Huesca, en Aragon.
Il est situé sur la frontière franco-espagnole.

## Géographie
Le col de la Bernatoire est encadré par le pic de la Bernatoire (2 518 m) à l'ouest et le pic de Gabiet (2 716 m) à l'est. Il abrite la croix frontière no 317.
Côté francais, le col se trouve dans la petite vallée de la Canau intégrée dans la vallée d'Ossoue.

### Hydrographie
Le col délimite la ligne de partage des eaux entre le bassin de l'Adour, qui se déverse dans l'Atlantique côté nord, et le bassin de l'Èbre, qui coule vers la Méditerranée côté sud.

## Protection environnementale
Le col est situé dans le parc national des Pyrénées et fait partie d'une zone naturelle protégée, classée ZNIEFF de type 1, « vallons d'Ossoue et d'Aspé », et de type 2, « haute vallée du gave de Pau : vallées de Gèdre et Gavarnie ».

## Voies d'accès
On y accède depuis Gavarnie par une piste qui passe par la cabane de Milhas pour conduire au barrage d'Ossoue (1 834 m). Puis prendre le long du ruisseau de Lourdes qui emprunte le fond de la vallée de la Canau. L'ascension jusqu'au col s'effectue par un sentier signalé par des cairns. 
Côté espagnol, le col donne accès au lac de la Bernatoire (2 334 m)